# 통영 용화사 보광전
통영 용화사 보광전(統營 龍華寺 普光殿)은 대한민국 경상남도 통영시 봉평동 용화사에 있는 건축물이다.
1985년 11월 14일 경상남도의 유형문화재 제249호 용화사 보광전으로 지정되었다가, 2018년 12월 20일 현재의 명칭으로 변경되었다.

## 개요
용화사는 조선 광해군 8년(1616) 성화선사가 세운 절로 광해군 14년(1622) 폭풍우로 허물어진 것을 다시 세워 천택사라 불렀다고 한다. 그 뒤 인조 6년(1628) 다시 화재로 타버린 것을 행선선사가 자리를 옮겨 짓고 용화사로 이름을 바꾸어 오늘에 이르고 있다.
아미타삼존불을 모신 보광전은 앞면 3칸·옆면 2칸 규모이며 지붕은 옆에서 볼 때 지붕선이 사람 인(人)자 모양인 맞배지붕이다. 지붕 처마를 받치기 위해 만든 공포는 기둥 위와 기둥 사이에도 있는 다포양식이다.
안쪽은 복잡하고 장식이 많은 천장구조를 이루고 있으며, 공간이 넓게 트여있다.

## 참고 문헌
- 통영 용화사 보광전 - 국가유산청 국가유산포털